# Enclave de Agua
El Enclave de Agua Afroamerican Music Festival es un festival de música afroamericana. Se celebra en las Márgenes del Duero, en la ciudad de Soria cada verano desde el año 2008. Tiene lugar el último fin de semana del mes de julio. El Enclave de Agua, es un festival gratuito que se caracteriza el excepcional marco natural en el que se ubica a las orillas del Duero, en lo que fueron lavaderos de lanas de la ciudad.

## Historia
El primer festival Enclave de Agua tuvo lugar en julio del año 2008 y ha demostrado ser un evento que ha trascendido las fronteras culturales para convertirse en todo un atractivo turístico de la ciudad que atrae a miles de visitantes.
Desde que comenzara su andadura en el año 2008, el Festival de Música Afroamericana ha contado con la presencia en Soria de grandes figuras del soul, el blues o el funky como Fred Wesley, Eli "Paperboy" Reed, Roy Ellis, Mamafunko, The California honeydrops, New York Ska Jazz Ensemble, Anaut, Vintage Trouble e Hynotic Brass Ensemble, entre otros muchos.
En el año 2015 el festival retomará su formato original de tres jornadas íntegras, jueves, viernes y sábado, dedicadas a actuaciones musicales. La recuperación de un día más de programación será el paso previo a un programa mucho más ambicioso que busca, a medio-largo plazo, extender la celebración del festival de música afroamericana a una semana.

## Ediciones

### 2012
- Lugar: Escenario Principal y Escenario Pradera.
- Nº días: 2.

Entre los grupos musicales destacó la presencia de:
| Viernes 27 julio - Richard Ray Farrel + músicos invitados - Adedeji (Nigeria) - Obibase Trio (Guinea Conakry) - Cosmosoul (España) - Siete Pulgadas All Stars (España) - Fred Wesley & The B-Fam (USA)(Francia) - Dj Charlie Faber (España) | Sábado 28 de julio - Vasti Jackson & J. L. Pardo (USA)(Argentina) - Watch Out! (España) - New York Ska-Jazz Ensemble (USA) - Dj Gudlak (España) |  |

### 2013
- Lugar: Escenario Principal y Escenario Pradera.
- Nº días: 3.

Entre los grupos musicales destacó la presencia de:
| Jueves 25 julio - Astrid Jones & The Blue Flaps (España) - Dj Txikito Sound System (España) | Viernes 26 julio - The Dynamites Feat. Charles Walker (USA) - Greements de Fortune - The California Honeydrops - Dj´s Club Etiqueta Negra (España) | Sábado 27 de julio - Alice Russell (UK) - Lisa & The Lips (USA) - Chip Wickham (UK) - Enlace Funk Dj´s (M.A. Sutil & D. Acirón) |  |

### 2014
- Lugar: Escenario Principal y Escenario Pradera.
- Nº días: 2.

Entre los grupos musicales destacó la presencia de:
| Viernes 25 julio - Madrí Grass (España) - BLOKO U-KÊ Batucada - Anaut (España) - Aurora & The Betrayers (España) - Vintage Trouble (USA) - Imágina Funk Dj's | Sábado 26 de julio - Justin Tchachoua (Camerún) - BLOKO U-KÊ Batucada - Adrian Costa (España) - Myles Sanko (UK) - Hypnotic Brass Ensemble (USA) - Slap Dj Session |  |

### 2015
- Lugar: Escenario Principal y Escenario San Miguel (pradera).
- Nº días: 3.
- Características: se recuperan los tres días y el concurso de bandas.

Entre los grupos musicales destacó la presencia de:
| Jueves 23 julio - Djiby Cissokho (Senegal) - The Limboos (España) - The Buttshakers (Francia) - Marcus Bonfanti (UK) - Dj Microfibras & Dj Acrílico | Viernes 24 julio - Los Mambo Jambo (España) - Ricca (España) - Mamas Gun (UK) - Lee Fields (USA) - Dj Jesús Bombín | Sábado 25 de julio - James & Black (USA) - Delta Moon (USA) - Blueskank (España) - Hannah Williams & The Tastemakers (UK) - Nikki Hill (USA) - Blackcelona Dj Session |  |

## Otras actividades
- Blues train, tren que hace el recorrido Madrid-Soria con visitantes del festival mientras se escucha música en vivo de blues y de jazz.
- Concurso Nacional de Bandas Afroamericanas.
- Mercado Artesanal Años 20.